# Abierto GNP Seguros 2025
Das Abierto GNP Seguros 2025 sind ein Damen-Tennisturnier in Monterrey. Das Hartplatzturnier der Kategorie WTA 500 ist Teil der WTA Tour 2025 und findet vom 18. bis 23. August 2025 auf dem Gelände des Club Sonoma statt.
Titelverteidigerinnen sind Linda Nosková im Einzel sowie die Paarung Guo Hanyu/Monica Niculescu im Doppel.

## Qualifikation
Die Qualifikation für die Abierto GNP Seguros 2025 findet vom 16. bis 17. August 2025 statt. Ausgespielt werden vier Plätze für das Hauptfeld des Turniers.
| Qualifikantinnen | Qualifikantinnen | Lucky Loser |
| ---------------- | ---------------- | ----------- |
|                  |                  |             |
|                  |                  |             |

## Einzel
| Wildcards - Emma Navarro - Maria Sakkari - Renata Zarazúa |

### Setzliste
| Nr. | Spielerin              | Erreichte Runde |
| --- | ---------------------- | --------------- |
| 01. | Emma Navarro           |                 |
| 02. | Jekaterina Alexandrowa |                 |
| 03. | Diana Schneider        |                 |
| 04. | Beatriz Haddad Maia    |                 |

| Nr. | Spielerin        | Erreichte Runde |
| --- | ---------------- | --------------- |
| 05. | Elise Mertens    |                 |
| 06. | Linda Nosková    |                 |
| 07. | Leylah Fernandez |                 |
| 08. | Magdalena Fręch  |                 |

Zeichenerklärung
- Q = Qualfikant
- WC = Wildcard
- LL = Lucky Loser
- ITF = qualifiziert über ITF-Ranking
- ALT = alternate (Ersatz)
- PR = Protected Ranking
- SE = Special Exempt
- r = retired (Aufgabe)
- d = Disqualifikation
- w.o. = walkover
- [ ] = Match-Tie-Break

## Doppel

### Setzliste
| Nr. | Paarung                                 | Erreichte Runde |
| --- | --------------------------------------- | --------------- |
| 01. | Ljudmyla Kitschenok Ellen Perez         |                 |
| 02. | Tereza Mihalíková Olivia Nicholls       |                 |
| 03. | Guo Hanyu Alexandra Panowa              |                 |
| 04. | Cristina Bucșa Nicole Melichar-Martinez |                 |

Zeichenerklärung
- Q = Qualfikant
- WC = Wildcard
- LL = Lucky Loser
- ITF = qualifiziert über ITF-Ranking
- ALT = alternate (Ersatz)
- PR = Protected Ranking
- SE = Special Exempt
- r = retired (Aufgabe)
- d = Disqualifikation
- w.o. = walkover
- [ ] = Match-Tie-Break